# Nogometni klub Bravo
Nogometni klub Bravo, krajše NK Bravo ali preprosto Bravo, je slovenski nogometni klub iz Ljubljane, ki tekmuje v Prvi slovenski nogometni ligi. Ustanovljen je bil leta 2006.
Domače tekme igra na stadionu Športnega Parka Šiška.

## Člansko moštvo
Datum: 28. februar, 2024
| Št. | Država    | Položaj | Igralec                                    |
| --- | --------- | ------- | ------------------------------------------ |
| 4   | Slovenija | DF      | Jan Gorenc (Na posoji iz Eupen)            |
| 5   | Slovenija | DF      | Mark Španring                              |
| 6   | Hrvaška   | DF      | Jakov Gurlica (Na posoji iz Dinamo Zagreb) |
| 8   | Slovenija | MF      | Gašper Trdin                               |
| 11  | Slovenija | FW      | Luka Kerin                                 |
| 12  | Slovenija | GK      | Luka Dakić                                 |
| 13  | Slovenija | GK      | Uroš Likar                                 |
| 14  | Slovenija | FW      | Tihomir Maksimović                         |
| 15  | Slovenija | FW      | Matej Poplatnik                            |
| 17  | Slovenija | MF      | Matic Ivanšek                              |
| 18  | Slovenija | MF      | Rok Maher                                  |
| 19  | Slovenija | DF      | Matija Kavčič                              |
| 20  | Slovenija | MF      | Beno Selan                                 |

| Št. |           | Položaj | Igralec                                     |
| --- | --------- | ------- | ------------------------------------------- |
| 21  | Slovenija | DF      | Lan Štravs                                  |
| 23  | Slovenija | DF      | Martin Hovnik                               |
| 24  | Slovenija | FW      | Luka Pučnik                                 |
| 25  | Slovenija | MF      | Peter Cverle                                |
| 27  | Slovenija | MF      | Gal Puconja                                 |
| 30  | Slovenija | FW      | Jakoslav Stanković                          |
| 31  | Hrvaška   | GK      | Matija Orbanić                              |
| 33  | Slovenija | FW      | Milan Tučić                                 |
| 40  | Nigerija  | MF      | Victor Gidado                               |
| 50  | Srbija    | DF      | Nemanja Jakšić                              |
| 66  | Slovenija | FW      | Lan Hirbar                                  |
| 72  | Slovenija | MF      | Martin Pečar (Na posoji iz FK Austria Wien) |

### Na posoji
| Št. | Država    | Položaj | Igralec                                   |
| --- | --------- | ------- | ----------------------------------------- |
|     | Slovenija | DF      | Kristjan Trdin (pri Bilje do junija 2024) |

## Zmage
Ligaška tekmovanja
- Druga slovenska nogometna liga

Zmagovalci: 2018–19
- Tretja slovenska nogometna liga

Zmagovalci: 2016–17
- Regionalna liga Ljubljana

Zmagovalci: 2014–15
- Liga MNZ Ljubljana

Zmagovalci: 2013–14
Pokalna tekmovanja
- Pokal Slovenije

Drugouvrščeni: 2021–22
- Pokal MNZ Ljubljana

Zmagovalci: 2017–18